# Ana Maria Smith
Ana Maria Smith i Marí (Barcelona, circa 1880- 1954) va ser una il·lustradora i dibuixant catalana. Un dels seus germans fou el reconegut artista Ismael Smith, amb qui va compartir vocació i un estil proper al decadentisme i a la caricatura refinada.
La seva producció artística es pot relacionar directament amb la del seu germà Ismael. Totes dues carreres van transcórrer en paral·lel i es van moure en els mateixos ambients socials. Ismael va tenir accés a una formació artística a escoles i a tallers on va exercir d'aprenent. La formació d'Ana Maria, en canvi, va ser probablement autodidacta i accediria al món artístic a partir del cercle del seu germà. Durant la primera dècada del segle xx, Ana Maria va il·lustrar publicacions periòdiques de Barcelona, caracteritzant-se per un estil de dibuix lineal, irònic, i decoratiu. A la revista Foyer, on va treballar juntament amb el seu germà i el seu amic Mariano Andreu, es conserven diversos dibuixos d'ella, que retraten escenes de la vida social i burgesa de la Barcelona del moment. També s'ha localitzat un autoretrat que conservava el seu germà Ismael, així com alguns dibuixos a la correspondència que mantenia amb el col·leccionista Manuel Rocamora. Precisament Ana Maria va ajudar a Rocamora a recollir alguns vestits que conformarien, anys més tard, la col·lecció del Museu d'Indumentària-Col·lecció Rocamora, actualment al Museu del Disseny de Barcelona.
Al marge del seu autoretrat i de fotografies de l'arxiu del seu germà, es conserven diversos retrats d'Ana Maria. L'any 1913 va ser retratada a París per Mariano Andreu que també residia a la capital francesa en aquell moment. El 1915, ja a Barcelona, el seu germà li farà un delicat retrat a llapis en què destaca la calidesa de les línies i formes i la potència de la seva mirada. I el 1916 el pintor sevillà P. Escalante li dedicaria un oli. Cap al 1919 els Smith es traslladen definitivament a Nova York, això suposarà per l'Ana Maria la fi de la seva carrera artística a mesura que es va anar dedicant a tenir cura de la mare i els germans. Va viure als Estats Units durant gairebé trenta anys fins que, entre 1947 i 1948, la autora torna a Barcelona on va residir fins a la seva mort al 1954.
Al llarg de la seva obra artística va signar les seves il·lustracions com “Ana Maria”. El fet d'utilitzar únicament el nom de pila pot respondre a la clara voluntat de refermar la seva identitat i diferenciar-se del seu germà que signava “Smith” malgrat o, precisament, per compartir un estil similar. Tot i que el fet de renunciar al seu cognom també es podria interpretar com una manca de valoració o autoestima professional.